# Naturschutzgebiet Gültzsee
Koordinaten: 53° 35′ 22″ N, 12° 19′ 0,1″ O
Das Naturschutzgebiet Gültzsee ist ein 192 Hektar umfassendes Naturschutzgebiet in Mecklenburg-Vorpommern. Es befindet sich östlich des Krakower Obersees und der Ortschaft Glave. Geschützt wird der mesotrophe Gültzsee, der seltene Armleuchteralgen und Laichkräuter enthält sowie ein umliegender Waldbereich mit Kiefern, Erlen, Eschen und Birken als Lebensraum des Seeadlers. Die Ausweisung erfolgte am 24. September 1990. Die Schutzgebietsfläche wurde 1997 verkleinert. Das Naturschutzgebiet liegt im Naturpark Nossentiner/Schwinzer Heide und ist Bestandteil des FFH-Gebiets Paschen-, Langhagen- und Gültzsee sowie des EU-Vogelschutzgebiets Nossentiner/Schwinzer Heide.
Der aktuelle Gebietszustand wird aufgrund der abgeschiedenen Lage und Störungsarmut als gut eingeschätzt.

## Geschichte
Der Gültzsee liegt eingebettet in einem bis zu 30 Meter mächtigen Sander. Der Raum wurde in der Slawenzeit besiedelt. Der Name des Gültzsees geht auf das slawische Wort für Heide zurück. Im 18. Jahrhundert wurde eine Glashütte nordöstlich des Ufers betrieben, die den feinen Sand und das vorhandene Holz als Ausgangsmaterialien nutzte. Die Schmettausche Karte aus dem Jahr 1794 zeigt das Gebiet weitgehend waldfrei. Die vorhandenen Ackerflächen wurden im 19. Jahrhundert aufgeforstet.

## Pflanzen- und Tierwelt
Der Gültzsee weist mit seinem klaren Wasser eine hohe Sichttiefe auf, so dass Armleuchteralgen und Laichkräuter bis in vier Meter Tiefe wachsen können. Ein Verlandungsmoor mit Torfmoosen, Pfeifengras, Kiefern und Birken befindet sich am Nordufer des Sees. Zahlreiche Fledermäuse leben im Gebiet.